# 久寶寺站
34°37′20.46″N 135°35′3.59″E / 34.6223500°N 135.5843306°E
久寶寺站（日语：／ Kyūhōji eki */?）是位於日本大阪府八尾市龍華町，屬於西日本旅客鐵道（JR西日本）關西本線（大和路線）和大阪東線的鐵路車站，車站編號是JR-Q24（大和路線）、JR-F15（大阪東線）。

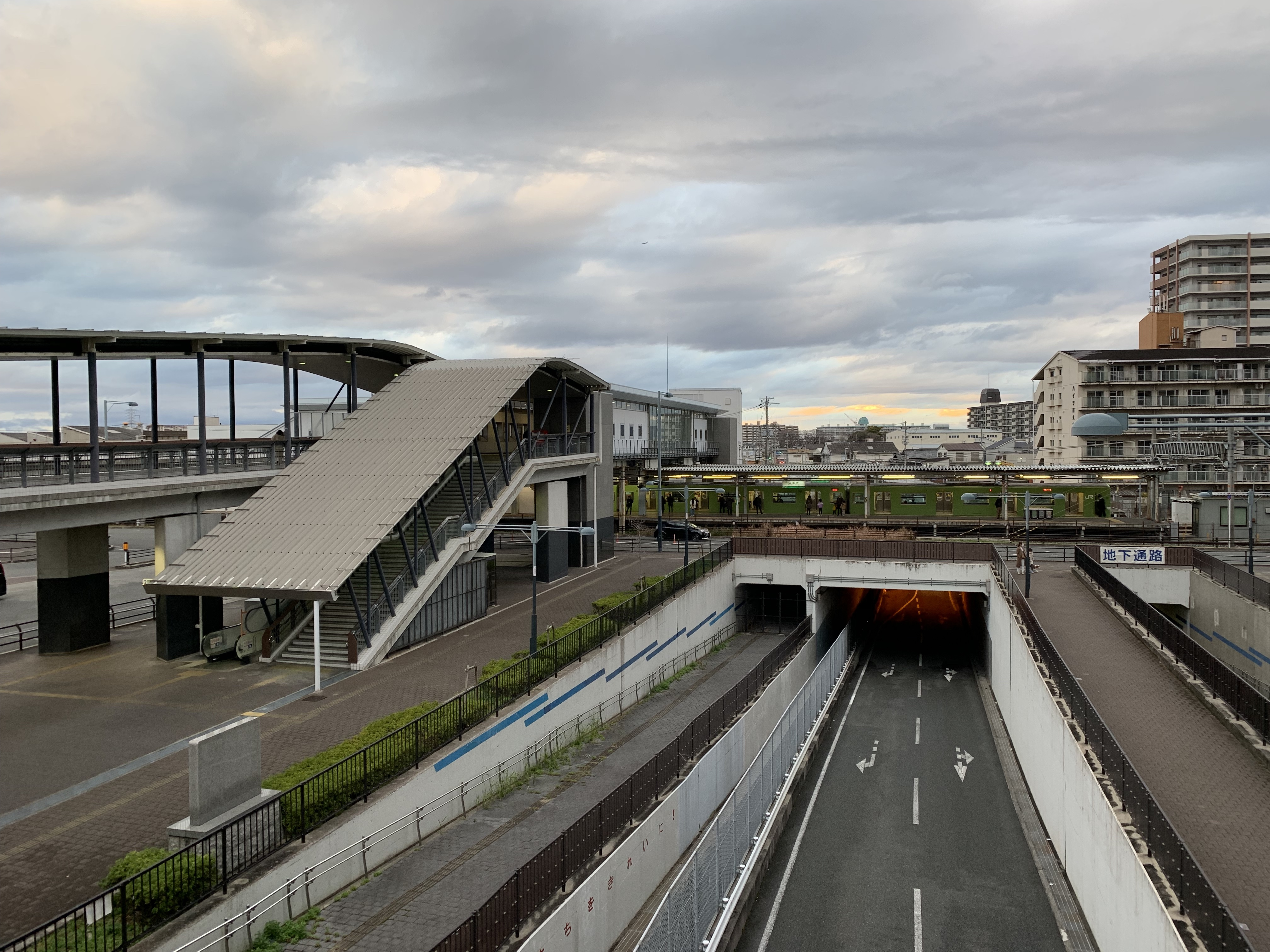
南口遠景(2021年12月)

## 概要
本站位於八尾市西部，曾是大阪府南部的貨物列車基地，稱為龍華操車場（後更名龍華信號場，現在經已廢止），故佔地寬廣。龍華操車場廢止後，1997年該地開始進行重建再開發（大阪竜華都市拠点土地区画整理事業），於2006年竣工，期間車站周边出現很大轉變。近鐵大阪線的久寶寺口站在本站北面一段距離外。

### 停站路線
本站隸屬關西本線；另有以本站為終点的大阪東線，共計2路線停站。在JR西日本的都市網絡制度内，關西本線部分區間被賦予愛稱「大和路線」。大阪東線是片町線（學研都市線）的支線（通称「城東貨物線」）旅客化改造而成的路線。

## 車站構造

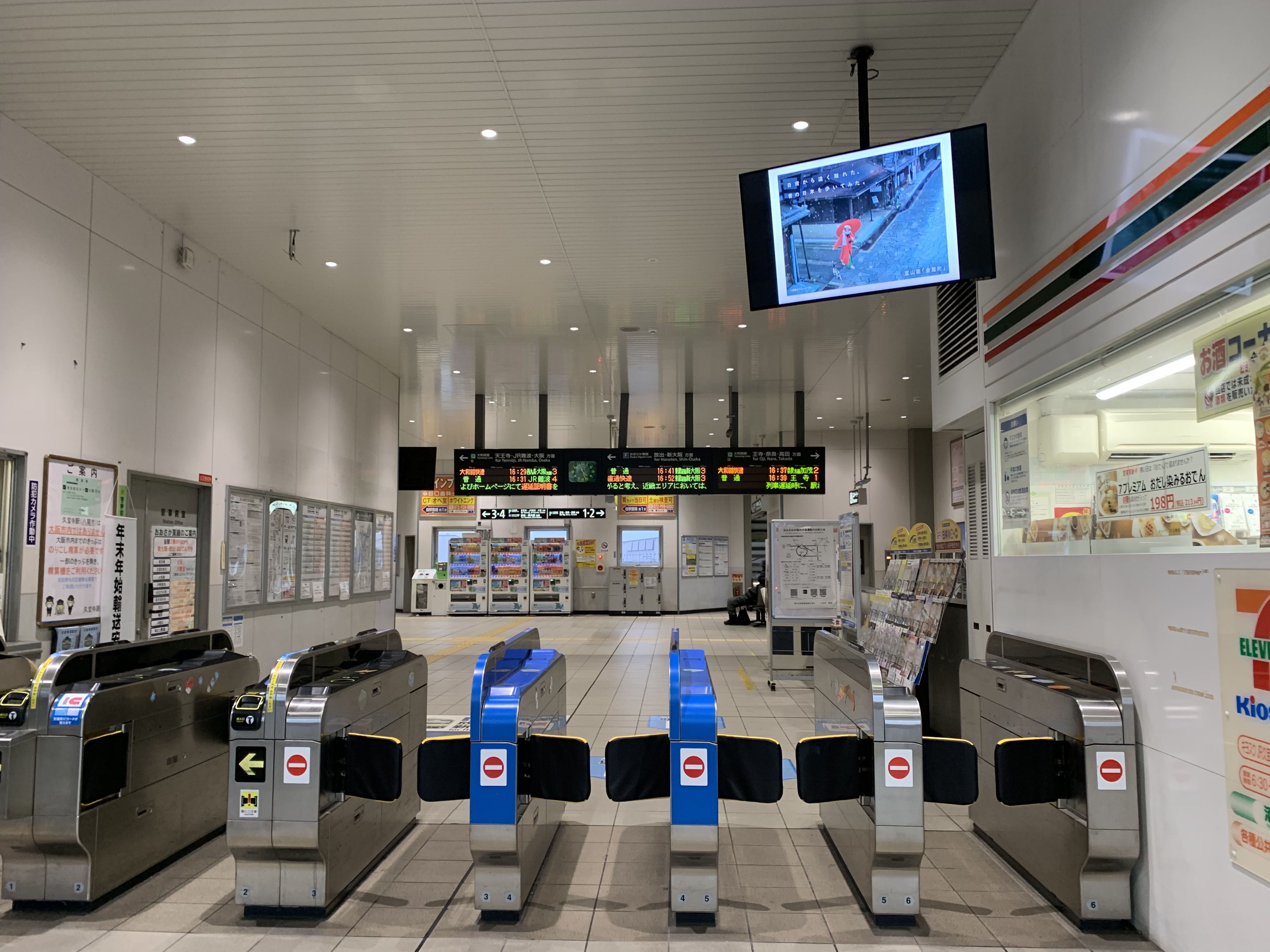
驗票閘口(2021年12月)

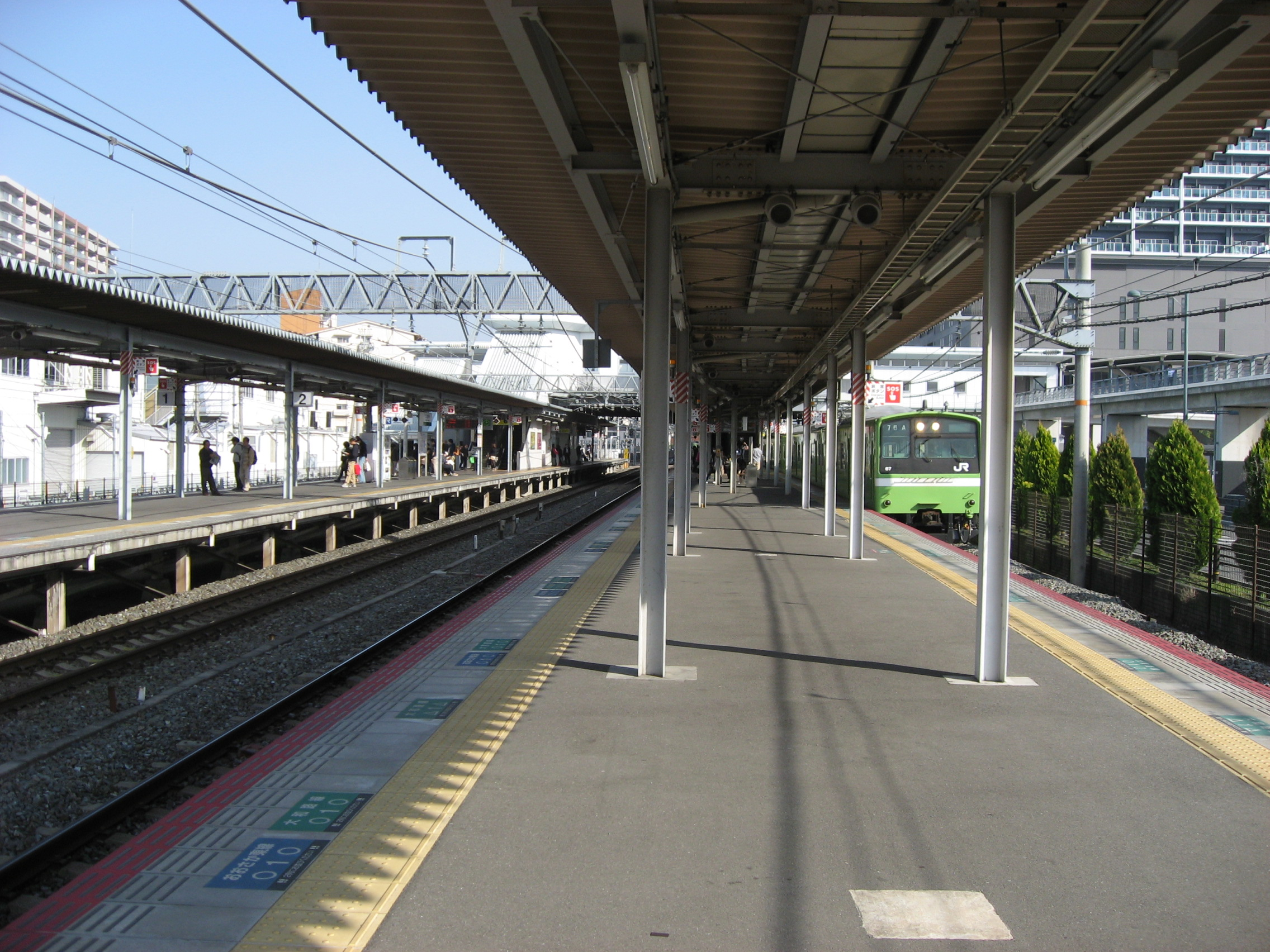
月台(2013年3月)

本站為設有2面4線島式月台的地上車站，並設有跨站式站房。月台有效長度為8輛編成的列車。本站是由八尾站負責管理的直營站，並位於IC卡「ICOCA」的使用範圍内。

### 月台配置

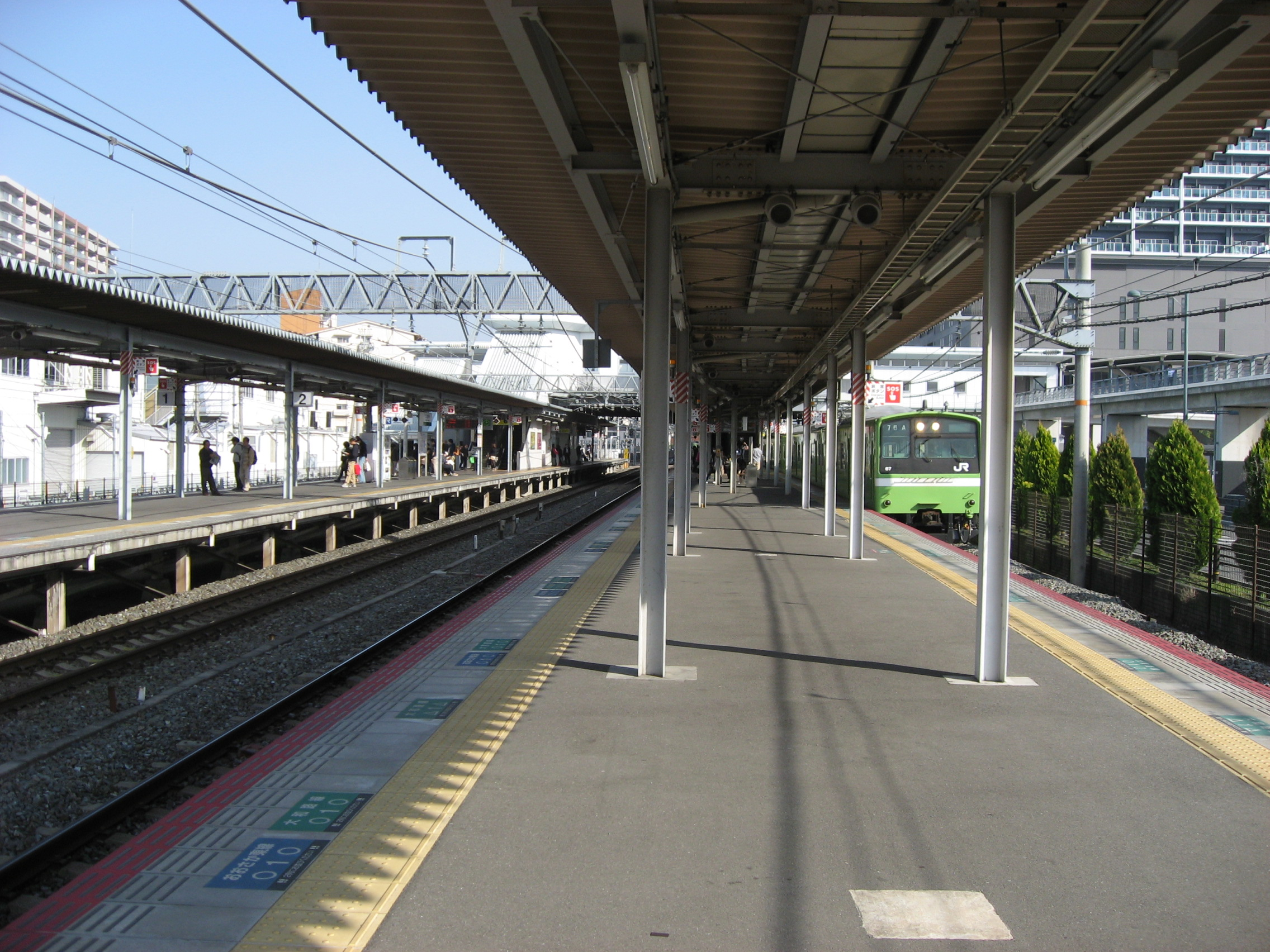
月台
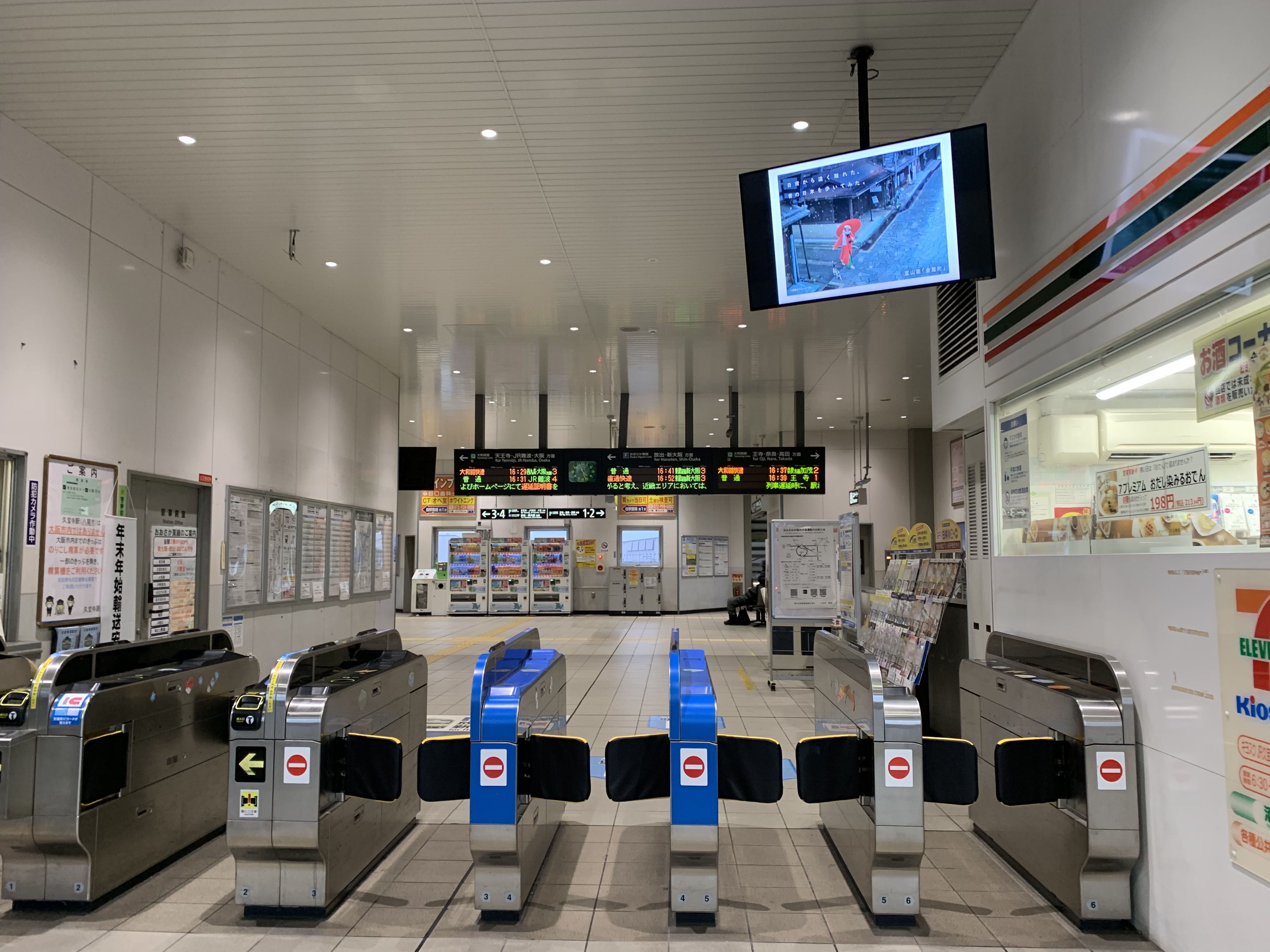
檢票口

| 月台 | 路線     | 方向     | 目的地                   |
| ---- | -------- | -------- | ------------------------ |
| 1、2 | 大和路線 | 上行     | 王寺、奈良、八尾方向     |
| 3    | 大阪東線 | 大阪東線 | 放出、新大阪方向         |
| 3    | 大和路線 | 下行     | 天王寺、JR難波、大阪方向 |
| 4    | 大和路線 | 下行     | 天王寺、JR難波、大阪方向 |

- 月台
- 檢票口

## 使用情況
1996年度每日平均乘車人數是5,469人；1997年3月8日列車時間表改正後区間快速增停本站，以及車站周邊重建再開發，令利用者人數有増加傾向。2010年度超過八尾站，成為天王寺站 - 王寺站之間最多人乘車的中途站。
根據大阪府統計年鑑，近年1日平均乘車人數如下：
| 年度   | 1日平均 上車人次 |
| ------ | ---------------- |
| 1995年 | 5,406            |
| 1996年 | 5,469            |
| 1997年 | 6,520            |
| 1998年 | 7,298            |
| 1999年 | 7,700            |
| 2000年 | 8,152            |
| 2001年 | 8,748            |
| 2002年 | 8,960            |
| 2003年 | 9,215            |
| 2004年 | 9,898            |
| 2005年 | 10,632           |
| 2006年 | 10,926           |
| 2007年 | 11,285           |
| 2008年 | 12,455           |
| 2009年 | 12,847           |
| 2010年 | 13,727           |
| 2011年 | 14,654           |
| 2012年 | 15,365           |
| 2013年 | 15,974           |
| 2014年 | 16,087           |
| 2015年 | 16,311           |
| 2016年 | 16,938           |

## 車站周邊
- 久宝寺（寺内町）
  - 顯証寺
  - 許麻神社
  - 念佛寺
  - 發願寺
  - 寺内町ふれあい館
- 久宝寺緑地、久宝寺プール
- 八尾久宝寺四郵便局
- 八尾市立病院
- 竜華水未來中心
- LIFE 久宝寺站前店
- 万代 久宝寺站前店
- Drug Store サーバ 八尾跡部北店
- 西松屋 跡部店
- XEBIO Sports Town 久宝寺店
- 聲寶 八尾事業所
- 久保田 久宝寺事業中心
- 大和運輸 八尾太子堂宅急便中心
- 日本通運 天王寺支店

## 相鄰車站
西日本旅客鐵道
 大和路線（關西本線）
■大和路快速、■快速、■区間快速
王寺（JR-Q31）－（柏原（JR-Q27））－久寶寺（JR-Q24）－天王寺（JR-Q20）
■普通
八尾（JR-Q25）－久寶寺（JR-Q24）－加美（JR-Q23）
 大阪東線
■直通快速
JR河內永和（JR-F10）－久寶寺（JR-F15/JR-Q24）－王寺（大和路線（JR-Q31））
■普通
新加美（JR-F14）－久寶寺（JR-F15）

## 腳注

### 備註
1. ↑  柏原站始發的快速列車只在平日早上運行。

### 來源
1. ↑  『停車場変遷大事典 国鉄・JR編』JTB 1998年 ISBN 978-4533029806
2. ↑  データで見るJR西日本 （页面存档备份，存于）（西日本旅客鐵道）P.48 - P.49
3. ↑  平成9年度 大阪府統計年鑑（第11章 運輸及び通信 第3表 JR各駅別乗車人員） （页面存档备份，存于） - 大阪府
4. ↑  大阪府統計年鑑 （页面存档备份，存于） - 大阪府

## 外部連結
- 久寶寺｜車站資訊：JR出門網 - 西日本旅客鐵道
- 鉄道沿線ぶらり旅 久宝寺駅 - 大阪日日新聞